# Discosura letitiae
Discosura letitiae là một loài chim trong họ Chim ruồi.